# Пиялы-Сарай
Пиялы́-Сара́й (укр. Піяли-Сарай, крымскотат. Piyalı Saray, Пиялы Сарай) — исчезнувшее село в Ленинском районе Республики Крым, располагавшееся в центре района, в степной части Крыма, примерно в 3,5 км к востоку от современного села Новониколаевка.

## История
Впервые в доступных источниках селение встречается в «Списке населённых мест Таврической губернии по сведениям 1864 года», составленному по результатам VIII ревизии 1864 года, согласно которому Пиялы-Сарай — владельческий русская хутор с 3 дворами и 14 жителями при колодцах в составе Сарайминской волости Феодосийского уезда. Вновь поселение встречается в «…Памятной книжке Таврической губернии на 1902 год», где в экономии Пияла-Сарай, уже Петровской волости, входившей в Ташлыярское сельское общество, числилось 3 жителя в 1 домохозяйстве. По Статистическому справочнику Таврической губернии. Ч.II-я. Статистический очерк, выпуск пятый Феодосийский уезд, 1915 год, в экономии Пиялы-Сарай (Л. Ш. Хаджи) Петровской волости Феодосийского уезда числился 1 двор с населением в количестве 7 человек только «посторонних» жителей, из которых 4 мужчины и 3 женщины. В экономии числилось 1500 десятин удобной земли. В хозяйстве имелось 15 лошадей, 120 волов, 30 коров и 615 голов овец, свиней, или коз.
После установления в Крыму Советской власти, по постановлению Крымревкома, 25 декабря 1920 года из Феодосийского уезда был выделен Керченский (степной) уезд, а, постановлением ревкома № 206 «Об изменении административных границ» от 8 января 1921 года была упразднена волостная система и в составе Керченского уезда был создан Керченский район в который вошло село (в 1922 году уезды получили название округов. 11 октября 1923 года, согласно постановлению ВЦИК, в административное деление Крымской АССР были внесены изменения, в результате которых округа были отменены и основной административной единицей стал Керченский район в который вошло село. Согласно Списку населённых пунктов Крымской АССР по Всесоюзной переписи 17 декабря 1926 года, на хуторе Пиялы-Сарай, Ново-Николаевского сельсовета Керченского района, числилось 13 дворов, все крестьянские, население составляло 57 человек, все украинцы. Постановлением ВЦИК «О реорганизации сети районов Крымской АССР» от 30 октября 1930 года (по другим сведениям 15 сентября 1931 года) Керченский район упразднили и село включили в состав Ленинского, а, с образованием в 1935 году Маяк-Салынского района (переименованного 14 декабря 1944 года в Приморский) — в состав нового района. На подробной карте РККА Керченского полуострова 1941 года в селе обозначено 10 дворов. В дальнейшем в доступных источниках не встречается.

## Наташино
Село Наташино, по имеющимся данным, образовано в послевоенное время и, судя по карте «Старые названия и исчезнувшие города Крыма», находилось на том же месте, где был Пиялы-Сарай. Наташино ликвидировано в период с 1954 по 1968 год, как село Горностаевского сельсовета.